# Tramwaje w Chorwacji
Tramwaje w Chorwacji – systemy komunikacji tramwajowej działające w Chorwacji.
Według stanu z kwietnia 2020 roku w Chorwacji istnieją 2 systemy tramwajowe – obydwa są wąskotorowe (1000 mm).

## Charakterystyka
Najmłodsza i największa sieć tramwajowa znajduje się w Zagrzebiu, natomiast najstarsza i najmniejsza w Osijeku. Obydwa systemy funkcjonują w północno-wschodniej części kraju.

## Systemy
| Miasto lub obszar | Operator                                               | Rozstaw | Długość sieci | Data     | Data           | Data        | Artykuł               |
| Miasto lub obszar | Operator                                               | Rozstaw | Długość sieci | otwarcia | elektryfikacji | likwidacji  | Artykuł               |
| ----------------- | ------------------------------------------------------ | ------- | ------------- | -------- | -------------- | ----------- | --------------------- |
| Dubrownik         | Dubrovačka električna željeznica                       | 760 mm  |               | 1910     | 1910           | 1970        | Tramwaje w Dubrowniku |
| Opatija           | Società Anonima Ferrovie Elettriche Secondarie Abbazia | 1000 mm | 12 km         | 1908     | 1908           | 1933        | Tramwaje w Opatii     |
| Osijek            | Gradski prijevoz putnika Osijek                        | 1000 mm | 30 km         | 1884     | 1926           | funkcjonuje | Tramwaje w Osijeku    |
| Pula              |                                                        | 1435 mm |               | 1904     | 1904           | 1934        | Tramwaje w Puli       |
| Rijeka            | Gradsko auto-tramvajsko poduzeće                       | 1000 mm | 6,3 km        | 1899     | 1899           | 1952        | Tramwaje w Rijece     |
| Zagrzeb           | Zagrebački električni tramvaj                          | 1000 mm | 116,3 km      | 1891     | 1910           | funkcjonuje | Tramwaje w Zagrzebiu  |